# Rasa de Vilamala
La Rasa de Vilamala és un torrent afluent per la dreta del Cardener a la Vall de Lord.

## Descripció
Neix a 1.248 msnm a uns 200 m. al NE de l'Hostal del Vent, a l'extrem sud-oriental del Clot de Vilamala. Ràpidament s'endinsa cap al fons d'aquest tot passant entre els tossals de la Castelloneta (al nord) i la Ventolada (al sud). Després de travessar el clot d'est a oest, aboca les seves aigües al Cardener dins l'embassament de la Llosa del Cavall.
Tota la seva conca està integrada en el Pla d'Espais d'Interès Natural (PEIN) de la Generalitat de Catalunya i més concretament en l'espai Serres de Busa-Els Bastets-Lord

## Afluents principals

### Per l'esquerra
- El Torrent de Junts42° 6′ 38.45″ N, 1° 33′ 38.03″ E / 42.1106806°N,1.5605639°E
- El Torrent de les Esglesietes42° 6′ 36.08″ N, 1° 33′ 52.73″ E / 42.1100222°N,1.5646472°E

## Termes municipals per on transcorre
Malgrat que la rasa transcorre majoritàriament pel municipi de Navès, neix al municipi de Lladurs, pràcticament al límit del municipi d'Odèn, en el qual també fa un tram del seu recorregut.
|                                        | Longitud (en m.) | % del recorregut |
| -------------------------------------- | ---------------- | ---------------- |
| Per l'interior del municipi de Lladurs | 80               | 3,53%            |
| Per l'interior del municipi d'Odèn     | 713              | 31,47%           |
| Per l'interior del municipi de Navès   | 1.472            | 65,0%            |

## Xarxa hidrogràfica
La xarxa hidrogràfica de la Rasa de Vilamala està integrada per un total de 69 cursos fluvials dels quals 22 són subsidiaris de 1r nivell de subsidiarietat, 21 ho són de 2n nivell, 21 més ho són de 3r nivell i 4 ho són de 4t nivell. La totalitat de la xarxa suma una longitud de 29.226 m.
| Codi del corrent fluvial | Coordenades del seu origen                                   | longitud (en metres) |
| ------------------------ | ------------------------------------------------------------ | -------------------- |
| Rasa de Vilamala         | 42° 6′ 21.49″ N, 1° 32′ 46.09″ E / 42.1059694°N,1.5461361°E  | 3.569                |
| D1                       | 42° 6′ 19.70″ N, 1° 32′ 49.01″ E / 42.1054722°N,1.5469472°E  | 200                  |
| D2                       | 42° 6′ 22.05″ N, 1° 32′ 53.89″ E / 42.1061250°N,1.5483028°E  | 200                  |
| E1                       | 42° 6′ 27.67″ N, 1° 32′ 45.73″ E / 42.1076861°N,1.5460361°E  | 269                  |
| E1·E1                    | 42° 6′ 33.16″ N, 1° 32′ 50.43″ E / 42.1092111°N,1.5473417°E  | 74                   |
| D3                       | 42° 6′ 27.22″ N, 1° 32′ 56.68″ E / 42.1075611°N,1.5490778°E  | 103                  |
| E2                       | 42° 6′ 35.14″ N, 1° 32′ 53.20″ E / 42.1097611°N,1.5481111°E  | 202                  |
| D4                       | Xarxa de la Canal del Prior                                  | 1.575                |
| E3                       | 42° 6′ 39.63″ N, 1° 32′ 59.41″ E / 42.1110083°N,1.5498361°E  | 344                  |
| E3·E1                    | 42° 6′ 40.05″ N, 1° 33′ 9.337″ E / 42.1111250°N,1.55259361°E | 180                  |
| E4                       | 42° 6′ 43.18″ N, 1° 33′ 15.24″ E / 42.1119944°N,1.5542333°E  | 262                  |
| D5                       | 42° 6′ 32.46″ N, 1° 33′ 14.11″ E / 42.1090167°N,1.5539194°E  | 97                   |
| D6                       | 42° 6′ 19.88″ N, 1° 33′ 25.67″ E / 42.1055222°N,1.5571306°E  | 697                  |
| D6·D1                    | 42° 6′ 20.76″ N, 1° 33′ 28.94″ E / 42.1057667°N,1.5580389°E  | 219                  |
| D6·E1                    | 42° 6′ 29.34″ N, 1° 33′ 21.94″ E / 42.1081500°N,1.5560944°E  | 160                  |
| E5                       | 42° 6′ 44.63″ N, 1° 33′ 27.70″ E / 42.1123972°N,1.5576944°E  | 250                  |
| D4                       | Xarxa de la Canal de les Llenes                              | 1.082                |
| E6                       | Xarxa del Torrent de Junts                                   | 15.347               |
| E7                       | Xarxa del Torrent de les Esglesietes                         | 946                  |
| E8                       | 42° 6′ 42.01″ N, 1° 34′ 3.708″ E / 42.1116694°N,1.56769667°E | 335                  |
| D8                       | 42° 6′ 28.11″ N, 1° 34′ 0.527″ E / 42.1078083°N,1.56681306°E | 112                  |
| E9                       | 42° 6′ 42.90″ N, 1° 34′ 13.61″ E / 42.1119167°N,1.5704472°E  | 524                  |
| E9·E1                    | 42° 6′ 37.68″ N, 1° 34′ 19.07″ E / 42.1104667°N,1.5719639°E  | 214                  |
| D9                       | 42° 6′ 10.76″ N, 1° 34′ 1.744″ E / 42.1029889°N,1.56715111°E | 640                  |
| D9·D1                    | 42° 6′ 10.89″ N, 1° 34′ 10.85″ E / 42.1030250°N,1.5696806°E  | 176                  |
| D10                      | 42° 6′ 10.22″ N, 1° 34′ 26.23″ E / 42.1028389°N,1.5739528°E  | 552                  |
| D11                      | 42° 6′ 8.237″ N, 1° 34′ 40.91″ E / 42.10228806°N,1.5780306°E | 385                  |
| E10                      | 42° 6′ 26.66″ N, 1° 34′ 43.88″ E / 42.1074056°N,1.5788556°E  | 193                  |
| E11                      | 42° 6′ 28.01″ N, 1° 34′ 49.84″ E / 42.1077806°N,1.5805111°E  | 320                  |

## Perfil del seu curs

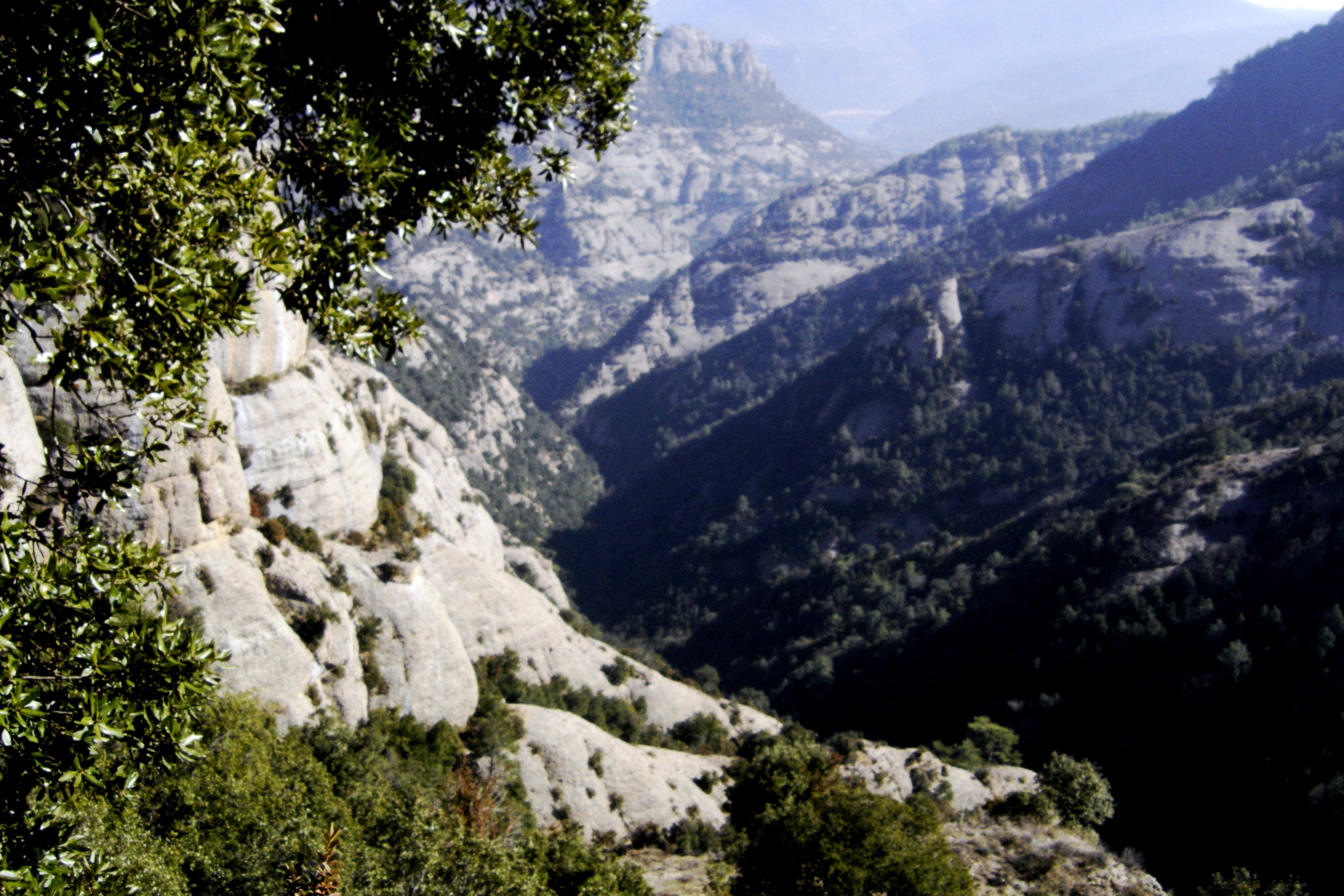
La rasa vista des del Turó de les Armes

| Recorregut (en m.) | Altitud (en m.) | Pendent |
| ------------------ | --------------- | ------- |
| 0                  | 1.248           | -       |
| 250                | 1.085           | 79,6%   |
| 500                | 1.005           | 32,0%   |
| 750                | 919             | 34,4%   |
| 1.000              | 898             | 8,4%    |
| 1.250              | 855             | 17,2%   |
| 1.500              | 837             | 7,2%    |
| 1.750              | 829             | 3,2%    |
| 2.000              | 817             | 4,8%    |
| 2.265              | 803             | 5,3%    |